# Eudonia tyraula
Eudonia tyraula là một loài bướm đêm trong họ Crambidae.